# 始盜龍屬

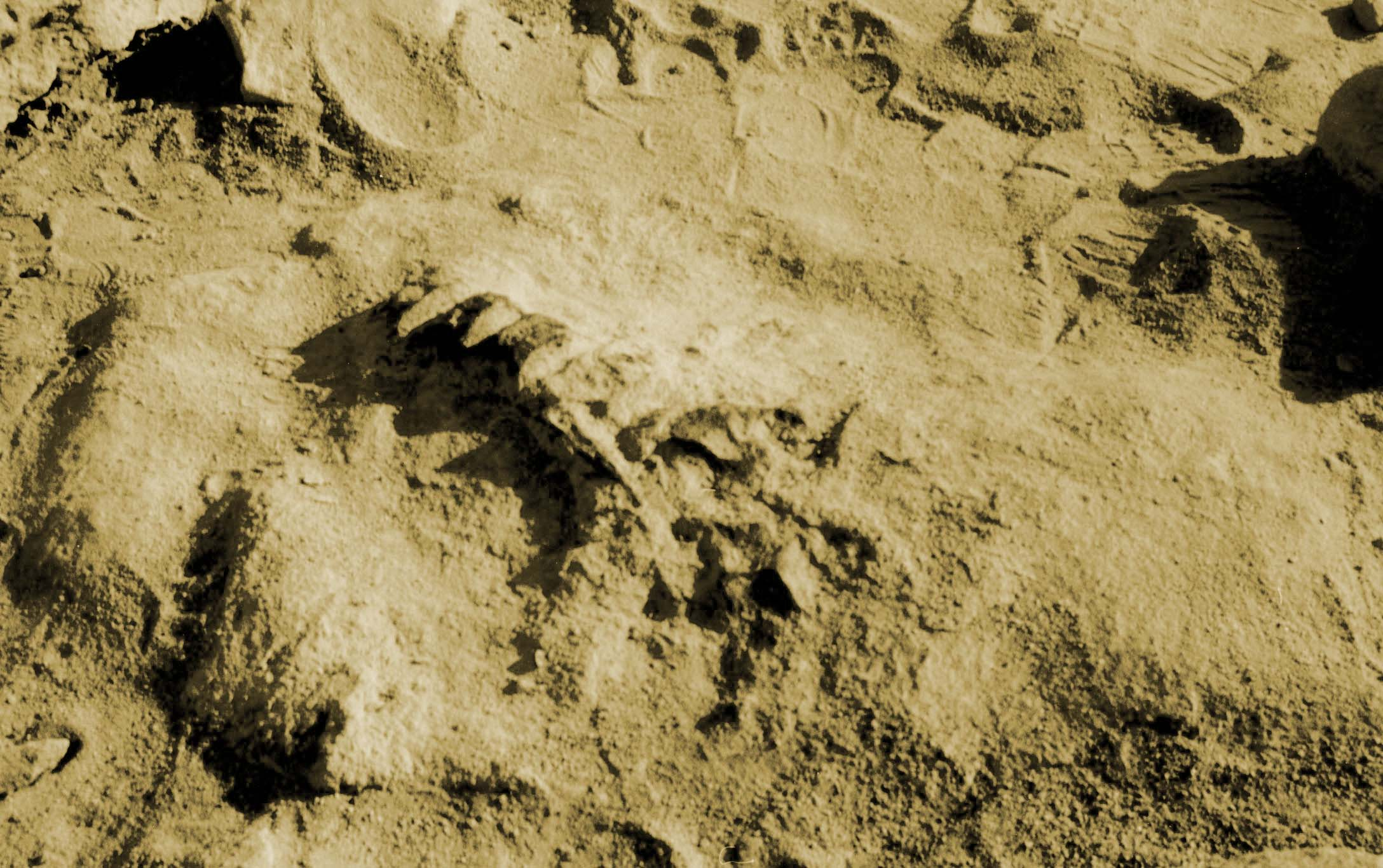
一隻月亮谷始盜龍的骨幹與上臂，從土壤中露出，位於阿根廷月亮谷。

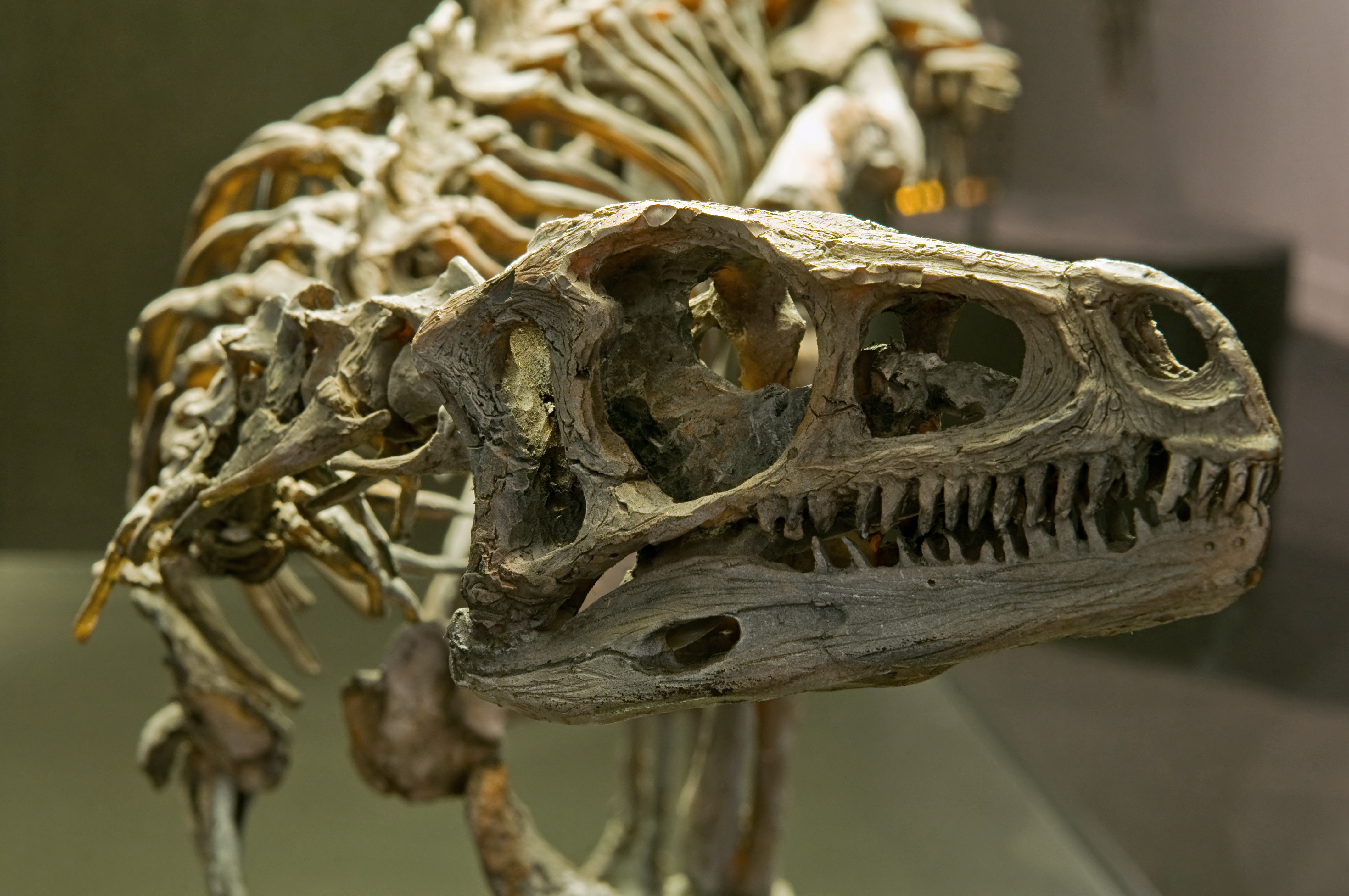
始盜龍的頭顱骨模型

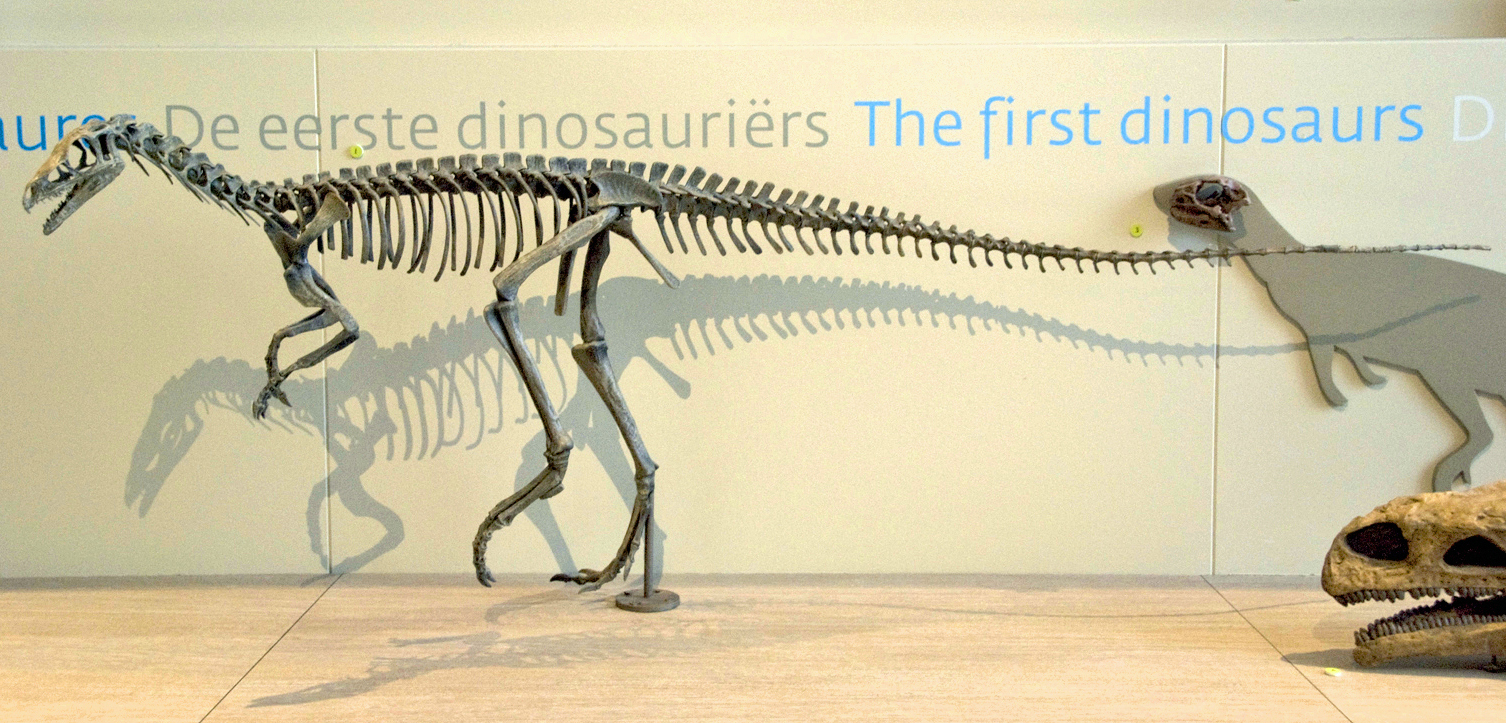
始盜龍的骨骼重建模型，位於布魯塞爾

始盜龍屬又名曉掠龍，是世界最早的恐龍之一，類似蜥腳形亞目的最近共同祖先。牠是雙足的肉食性恐龍，生活於2億3100萬年前的阿根廷西北部。模式種是月亮谷始盜龍（E. lunensis），學名的完整意思是「從月亮谷來的破曉掠奪者」。牠的化石是幾組保存很好的骨骼。始盜龍以前被認為是獸腳亞目的一員，而現在被重新分類為蜥腳形亞目的一員。而以前類似獸腳亞目的最近共同祖先的地位被始馳龍屬取代了。然而，這種重新分類受到了一些專家質疑，他們重申始盜龍是一種獸腳亞目的恐龍。

## 描述及行為
牠們的身體小型，成長後約1米長，重量估計約10公斤。牠是趾行動物，以後肢支撐身體。牠的前肢只是後肢長度的一半，而每隻手都有五指。其中最長的三根手指都有爪，被推測是用來捕捉獵物。科學家推測第四及第五指太小，不足以在捕獵時發生作用。
始盜龍可能主要吃小型的動物。牠能夠快速的短跑，當捕捉獵物後，會用指爪及牙齒撕開獵物。但是，牠同時有著肉食性及草食性的牙齒，葉狀齒類似原蜥腳下目的牙齒，所以牠也有可能是雜食性動物。

## 早期恐龍
在1991年，芝加哥大學的古生物學家保羅·塞里諾（Paul Sereno）發現始盜龍的化石，化石在阿根廷伊斯巨拉斯托盆地發現。在三疊紀晚期，這地方是一個河谷，但目前成為沙漠。始盜龍的化石是發現於伊斯巨拉斯托組，在同一地層還發現另一種早期恐龍，艾雷拉龍。在1993年，保羅·塞里諾將這些化石正式命名為始盜龍（Eoraptor），並認為始盜龍是最早的恐龍。賽里諾認為始盜龍是最早恐龍的原因，除了始盜龍缺乏幾個恐龍的專有特徵外，還有牠們缺乏掠食性動物的特徵。不像其他的後期肉食性恐龍，牠的下頜沒有可調整的關節，用來咬緊大型獵物。此外，牠只有一些牙齒是彎曲及有鋸齒的。始盜龍屬於蜥臀目，牠們的臀部結構很像現今的蜥蜴。
始盜龍擁有一些草食性的牙齒，及五根已完全發展的手指，都使科學家們認為始盜龍比艾雷拉龍更為原始。只有最近在馬達加斯加發現的一些原蜥腳下目，被認為生存年代早於牠們。南十字龍的年代可能更早，但體型較大。南十字龍似乎具有一些與原蜥腳類、獸腳類共有的特徵，導致科學家們質疑始盜龍的原始程度，以及與其他恐龍之間的關係。在2009年的一個研究，提出始盜龍屬於獸腳亞目，演化位置比艾雷拉龍下目衍化，但比腔骨龍原始。
始盜龍被認為是最原始的恐龍之一。始盜龍在恐龍的演化位置仍未定，可能屬於基礎蜥臀目或基礎獸腳亞目恐龍。保羅·塞里諾在1993年命名始盜龍時，根據五根據有功能的手指與其他特徵，將牠們歸類於獸腳亞目。在2011年的曙奔龍命名研究裡，提出始盜龍是種基礎蜥腳形亞目恐龍，因為牠們有這個演化支的特徵。麥可·班頓（Michael Benton）對此提出質疑，認為將始盜龍從獸腳亞目歸類於蜥腳形亞目是過於急躁的結論。Nesbitt等人在命名邪靈龍時，也將始盜龍歸類於獸腳亞目。2011年的另一份研究，則認為始盜龍屬於真蜥臀類，親緣關係接近蜥腳形亞目、獸腳亞目，但太過原始而無法歸類於兩個演化支之一。

## 生活习性
始盗龙那锯齿状的牙齿毫无疑问向大家表明了它肉食恐龙的身份，而且它拥有善于捕抓猎物的双手，从始盗龙的前肢化石，我们可以推测，始盗龙有能力捕抓并吃掉同它体型差不多大小的猎物。虽然我们不能精确地重现这种恐龙的攻击行为和捕食过程，但是从它那轻盈矫健的身形就不难想象到，始盗龙能够进行急速猎杀，它的食谱肯定不仅仅限于小爬形动物，可能还包括最早的哺乳类动物。

## 外部連結
- 保羅·塞里諾的古生物網站（页面存档备份，存于）
- 古生物資料庫（页面存档备份，存于）